# Cicerinidae
Famille
Les Cicerinidae sont une famille de vers plats aquatiques de l'ordre des Rhabdocoela (infra-ordre des Eukalyptorhynchia et sous-ordre des Kalyptorhynchia).

## Systématique
Le nom valide complet (avec auteur) de ce taxon est Cicerinidae Meixner, 1928.
Cicerinidae a pour synonyme Zonorhynchidae Karling, 1952.

### Sous-taxons
Selon la base de données World Register of Marine Species (27 décembre 2023), la famille des Cicerinidae regroupe les sous-familles et genres suivants :
- Famille des Cicerinidae
  - sous-famille des Acrumeninae Karling, 1980
    - genre Acrumena Brunet, 1965
    - genre Didiadema Brunet, 1965
    - genre Ethmorhynchus Meixner, 1938

  - sous-famille des Cicerininae Karling, 1952
    - genre Cicerina Giard, 1904
    - genre Paracicerina Meixner, 1928
    - genre Ptyalorhynchus Ax, 1951
    - genre Xenocicerina Karling, 1956

  - sous-famille des Xenocicerininae Evdonin, 1977
    - genre Xenocicerina Karling, 1956

  - genre Acirrostylus Van Steenkiste, Volonterio, Schockaert & Artois, 2008

### Synonymes, reclassements, suppressions
D'après World Register of Marine Species (27 décembre 2023) :
- dans la sous-famille des Acrumeninae, le genre Etmorhynchus Meixner, 1938 (erreur orthographique dans la littérature) est Ethmorhynchus Meixner, 1938 ;
- dans la sous-famille des Cicerininae, le genre Blennorhynchus Meixner, 1938 (nomen nudum) est Paracicerina Meixner, 1928 ;
- la sous-famille des Zonorhynchinae Karling, 1952 est supprimée. Le genre Zonorhynchus Karling, 1952 est remonté directement sous l'infra-ordre des Eukalyptorhynchia ;
- la sous-famille des Nannorhynchidinae Evdonin, 1977 est reclassée en famille des Nannorhynchididae Evdonin, 1977 dans le même infra-ordre ;
- la sous-famille des Xenocicerininae Evdonin, 1977, autrefois représentée par le genre Xenocicerina Karling, 1956, est supprimée.

### Publication originale
(de) Josef Meixner, « Aberrante Kalyptorhynchia (Turbellaria: Rhabdocoela) aus dem Sande der Kieler Bucht », Zoologischer Anzeiger, vol. 77, 1928, pp. 229-253